# Вольфрамс-Ешенбах
Вольфрамс-Ешенбах (нім. Wolframs-Eschenbach) — місто в Німеччині, розташоване в землі Баварія. Підпорядковується округу Середня Франконія. Входить до складу району Ансбах. Центр об'єднання громад Вольфрамс-Ешенбах.
Площа — 25,47 км2. Населення становить 3119 ос. (станом на 31 грудня 2020).
Місто дістало свою назву на честь середньовічного поета Вольфрама фон Ешенбаха.

## Галерея

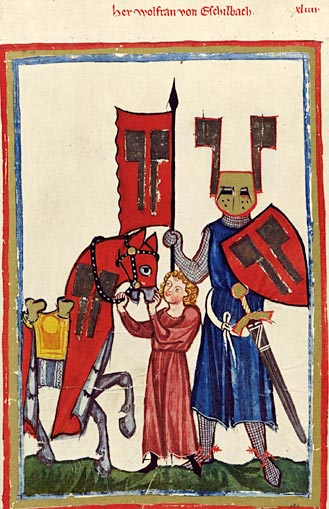
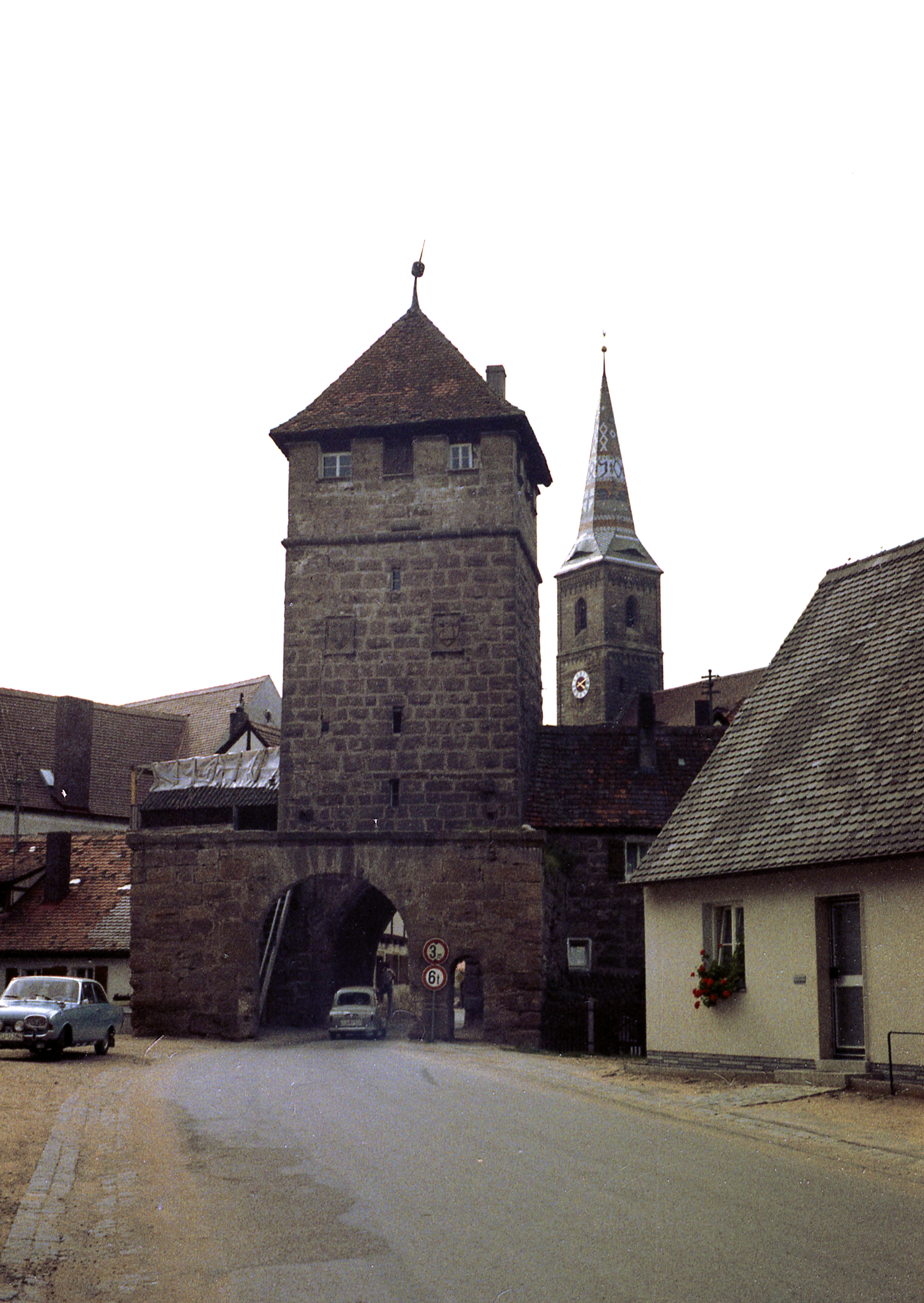